# Melinda y Melinda
Melinda y Melinda es una película estadounidense de comedia dramática de 2004 escrita y dirigida por Woody Allen. Se estrenó en el Festival Internacional de Cine de San Sebastián 2004. La película está ambientada en Manhattan y protagonizada por Radha Mitchell como la protagonista Melinda, en dos argumentos; uno cómico, uno trágico. La película se estrenó en una versión limitada en los Estados Unidos el 18 de marzo de 2005.

## Argumento
La película comienza con una discusión en una cafetería, en la que cuatro personas debaten la diferencia entre la comedia y la tragedia. A partir de una mínima anécdota (una mujer que llega a una cena a la que no ha sido invitada), dos escritores, Max (Larry Pine) y Sy (Wallace Shawn) comienzan a elucubrar sobre cómo desarrollarían sus historias, una cómica y una trágica.

## Reparto
- Radha Mitchell como Melinda.
- Chloë Sevigny como Laurel.
- Jonny Lee Miller como Lee.
- Will Ferrell como Hobie.
- Amanda Peet como Susan.
- Chiwetel Ejiofor como Ellis.
- Wallace Shawn como Sy.
- Josh Brolin como Greg.
- Vinessa Shaw como Stacey.
- Steve Carell como Walt.
- Arija Bareikis como Sally.
- Matt Servitto como Jack.
- Zak Orth como Peter.
- Brooke Smith como Cassie.
- Daniel Sunjata como Billy.
- Larry Pine como Max.
- Andy Borowitz como Doug.

Mitchell interpreta a Melinda en ambas versiones. Sevigny, Miller y Ejiofor protagonizan la tragedia, mientras que Ferrell y Peet protagonizan con ella en la comedia. Carell tiene un pequeño papel como el amigo del personaje de Ferrell.

## Producción
Allen dijo en Conversations with Woody Allen que quería tener a Winona Ryder en el papel protagónico. Tuvo que reemplazarla con Mitchell porque nadie aseguraría a Ryder por su arresto por hurto, lo que habría hecho imposible obtener un bono de financiación para la película. Allen dijo que estaba triste porque había escrito la parte para Ryder después de trabajar con ella en Celebrity. En la misma entrevista, también dijo haber destinado la parte de Ferrell para Robert Downey Jr., pero, de nuevo, el seguro se interpuso debido a la historia de arrestos y abuso de drogas de Downey.
La película también protagoniza Wallace Shawn (aludiendo a su argumento filosófico durante una cena en Mi cena con André) como el dramaturgo cómico, Larry Pine como el tragediano, y Brooke Smith como Cassie. Los tres habían aparecido en la película de 1994 Vania en la calle 42, dirigida por Louis Malle.

## Recepción
La película recibió críticas variadas. El sitio de revisión Rotten Tomatoes informó que la película tuvo una recepción positiva con un 51% de aceptación, basado en 144 comentarios.
Metacritic informó que la película tenía una puntuación media de 54 sobre 100, basado en 40 críticas. Leonard Maltin le dio a la película dos estrellas, calificándola de «serpenteante», con «ecos ... de anteriores, mejores películas de Allen».

## Recaudación
Melinda y Melinda se estrenó el 18 de marzo de 2005 en una sala de cine de la ciudad de Nueva York, donde recaudó 74 238 dólares en sus primeros tres días, la 21.ª apertura de lanzamiento limitado más alta de la historia de Estados Unidos. En el segundo fin de semana, se amplió a 95 salas de cine para recaudar $ 740 618 gruesos, viendo una caída por pantalla promedio de $ 7795. En el extranjero, recaudó un adicional de 16 259 545 dólares, con lo que su total mundial ascendió a 20 085 825 dólares.